# 窄瓣毛茛
窄瓣毛茛（学名：Ranunculus longipetalus）为毛茛科毛茛属下的一个种。

## 扩展阅读
- 維基物種上的相關：窄瓣毛茛